# L'Italia a Morsi con Chiara Maci
L'Italia a Morsi è un programma televisivo italiano di genere culinario, in onda su Food Network Italia dal 16 gennaio 2019.
In questo programma, la conduttrice Chiara Maci visita alcune località d'Italia alla ricerca delle tradizioni culinarie del luogo.

## Il programma
Nella prima parte dell'episodio, Chiara esplora la città e conosce i produttori locali. Nella seconda parte, si reca invece a casa di una cesarina, una cuoca casalinga che prepara, secondo la tradizione, i piatti tipici del luogo in cui vive, e li serve nel suo home restaurant.

## Edizioni
| Edizione | Conduzione  | Messa in onda     | Messa in onda    | Puntate | Rete         |
| Edizione | Conduzione  | Inizio            | Fine             | Puntate | Rete         |
| -------- | ----------- | ----------------- | ---------------- | ------- | ------------ |
| 1ª       | Chiara Maci | 16 gennaio 2019   | 26 giugno 2019   | 20      | Food Network |
| 2ª       | Chiara Maci | 18 dicembre 2019  | 25 marzo 2020    | 16      | Food Network |
| 3ª       | Chiara Maci | 14 ottobre 2020   | 9 dicembre 2020  | 8       | Food Network |
| 4ª       | Chiara Maci | 20 gennaio 2021   | 9 giugno 2021    | 16      | Food Network |
| 5ª       | Chiara Maci | 29 settembre 2021 | 17 novembre 2021 | 8       | Food Network |
| 6ª       | Chiara Maci | 19 gennaio 2022   | in corso         | 2       | Food Network |

## Episodi

### Prima stagione
| Nº | Titolo               | Regione        |
| -- | -------------------- | -------------- |
| 1  | Bologna              | Emilia-Romagna |
| 2  | Lierna               | Lombardia      |
| 3  | Montepulciano        | Toscana        |
| 4  | Napoli               | Campania       |
| 5  | Forlì                | Emilia-Romagna |
| 6  | Nel parco del Ticino | Lombardia      |
| 7  | Genova               | Liguria        |
| 8  | Lammari              | Toscana        |
| 9  | Vico Equense         | Campania       |
| 10 | Barbaresco           | Piemonte       |
| 11 | Murano               | Veneto         |
| 12 | Cava de' Tirreni     | Campania       |
| 13 | Roma                 | Lazio          |
| 14 | Matera               | Basilicata     |
| 15 | Asti                 | Piemonte       |
| 16 | Lecce                | Puglia         |
| 17 | Latina               | Lazio          |
| 18 | Bari                 | Puglia         |
| 19 | Soave                | Veneto         |
| 20 | Valle d'Itria        | Puglia         |

### Seconda stagione
| Nº | Titolo                  | Regione               |
| -- | ----------------------- | --------------------- |
| 1  | Palermo                 | Sicilia               |
| 2  | Trieste                 | Friuli-Venezia Giulia |
| 3  | Lunigiana               | Liguria               |
| 4  | Spoleto                 | Umbria                |
| 5  | Milano                  | Lombardia             |
| 6  | Modena                  | Emilia-Romagna        |
| 7  | Siracusa                | Sicilia               |
| 8  | Brescia                 | Lombardia             |
| 9  | Siena                   | Toscana               |
| 10 | Torino                  | Piemonte              |
| 11 | Roma                    | Lazio                 |
| 12 | Rimini                  | Emilia-Romagna        |
| 13 | Modica                  | Sicilia               |
| 14 | Lago Maggiore           | Lombardia             |
| 15 | Treviso                 | Veneto                |
| 16 | Parma                   | Emilia-Romagna        |
| 17 | Tivoli                  | Lazio                 |
| 18 | Lugo                    | Emilia-Romagna        |
| 19 | L'entroterra di Venezia | Veneto                |
| 20 | Firenze                 | Toscana               |
| 21 | Casteddaccia            | Sicilia               |
| 22 | Cormons                 | Friuli-Venezia Giulia |
| 23 | La Spezia               | Liguria               |
| 24 | Nebbiuno                | Piemonte              |
| 25 | Gubbio                  | Umbria                |

## Spin-off

### L’Italia a morsi Al Ristorante con Simone Rugiati
Questo programma va in onda dal 12 ottobre 2021. La conduzione è stata affidata prima Simone Rugiati e in seguito a Francesco Aquila .
| Edizione | Conduzione     | Messa in onda   | Messa in onda    | Puntate | Rete         |
| Edizione | Conduzione     | Inizio          | Fine             | Puntate | Rete         |
| -------- | -------------- | --------------- | ---------------- | ------- | ------------ |
| 1ª       | Simone Rugiati | 12 ottobre 2021 | 22 novembre 2021 | 8       | Food Network |